# It's a Good Life
It’s a Good Life este episodul 73 al serialului american Zona crepusculară. Acesta se bazează pe scurta povestire „It’s a Good Life⁠(d)” (1953) de Jerome Bixby și este considerat de unele surse, precum Time și TV Guide, unul dintre cele mai bune episoade ale serialului. A fost difuzat inițial pe 3 noiembrie 1961.

## Prezentare

### Introducere
| “ | Povestea acestei seri din „Zona crepusculară” este întrucâtva unica și reclamă o introducere diferită. Aceasta, după cum puteți vedea, este o hartă a Statelor Unite, iar acolo există o așezare a cărui nume este Peaksville. Într-o dimineață, nu cu mult timp în urmă, restul lumii a dispărut și Peaksville a rămas singur. Locuitorii săi nu știu dacă lumea a fost distrusă și Peaksville a fost singurul loc cruțat sau dacă satul a fost izolat de restul lumii. Pe de altă parte, erau siguri de un singur lucru: cauza. Un monstru sosise în sat. Doar cu ajutorul propriei minți, a înlăturat automobilele, electricitatea, aparatele - deoarece îi displăceau - și a aruncat o întreaga comunitate în Evul Mediu întunecat - prin intermediul minții sale. Acum aș dori să vă prezint o parte din locuitorii satului Peaksville, Ohio. Acesta este domnul Fremont. La ferma sa locuiește monstrul. Aceasta este doamna Fremont. Și aceasta este mătușa Amy, care la început a avut mai mult control asupra monstrului decât oricine altcineva. Dar într-o zi a uitat. A început să cânte cu voce tare. În prezent, monstrului nu-i place cântatul; prin urmare, mintea sa s-a năpustit asupra ei, transformând-o în persoana zâmbitoare și apatică pe care o vedeți. Aceasta nu mai cântă. Și vezi observa că oamenii din Peaksville, Ohio trebuie să zâmbească. Trebuie să cugete și să grăiască lucruri pozitive, deoarece, dacă este deranjat, monstrul îi poate arunca într-un land de porumb sau transforma în creaturi grotești. Vedeți, acest monstru special poate citi mințile oamenilor. El cunoaște fiecare gând, simte fiecare emoție. Oh da, am uitat ceva, nu-i așa? Am uitat să vă prezint monstrul. Numele său este Anthony Fremont. Are șase ani și o față drăguță de băiețel cu ochi albaștri inocenți. Dar când acei ochi vă privesc, ar fi bine să începeți să cugetați lucruri pozitive, deoarece mintea din spatele lor deține controlul absolut. Aceasta este Zona crepusculară. | ” |

### Intriga
Anthony Fremont, în vârstă de șase ani, are puteri mintale divine și poate să citească gândurile celor din jur. Și-a izolat propriul sat - Peaksville, Ohio - de restul universului. Prin urmare, oamenii sunt nevoiți să-și cultive propria hrană, iar numărul articolelor de uz casnic, cum ar fi săpunul, a scăzut enorm. A blocat semnalul de televiziune și a blocat funcționarea automobilelor. De asemenea, dă naștere unor creaturi oribile, precum popândăi cu trei capete, pe care apoi le ucide. Toți sunt controlați de acesta, inclusiv părinții săi. Oamenii trăiesc cuprinși de frică, spunându-i în mod constant că toate faptele sale sunt „bune”, deoarece toți cei care îl nemulțumesc sunt aruncați în lanul de porumb situat dincolo de lumea reală de unde nu se mai pot întoarce. Lipsit de orice formă de disciplină, Anthony nu înțelege că faptele sale sunt greșite și este confuz când află de la tatăl său că vecinii sunt reticenți în a-și copiii să se joace cu el, după ce i-a trimis pe câțiva în lanul de porumb.
O dată pe săptămână, Anthony le permite localnicilor să vizioneze programe de televiziune pe care el însuși le creează și proiectează pe televizorul familiei. Adulții se întâlnesc în camera de zi a soților Fremont, într-o atmosferă neplăcută, în timp ce Anthony le arată imagini cu dinozauri angajați într-o luptă sângeroasă. Incapabili să-și exprime sentimentele reale, îi spun acestuia că programul său este mult mai bun decât ce era difuzat înainte la televizor.
După încheierea programului, Adulții sărbătoresc ziua de naștere a lui Dan Hollis. Acesta primește două cadouri de la soția sa: o sticlă de vinars (una dintre cele cinci sticle rămase în sat) și un album de Perry Como. Dan este dornic să asculte discul, dar toată lumea îi reamintește că lui Anthony nu îi place muzica. După ce consumă vinars peste măsură, se plânge de starea jalnică a orașului, de faptul că nu-și poate asculta discul și că nimeni nu-i poate cânta „Mulți ani trăiească!⁠(d)”. Dan în confruntă pe copil, numindu-l monstru și criminal. În timp ce furia lui Anthony crește, bărbatul le cere să-l atace din spate pe monstru și să pună capăt domniei sale. Mătușa Amy - care nu mai poate cânta din cauza sa - se întinde după un vătrai⁠(d), dar nimeni nu are curajul să acționeze. Anthony îl transformă pe Dan într-un jack-in-the-box⁠(d), iar soția sa cedează nervos. Adulții sunt îngroziți de fapta sa, iar tatăl său îi cere să-l trimită pe Dan în lanul de porumb, lucru pe care îl face.
Apoi își dorește ninsoare. Zăpada va ucide cel puțin jumătate din recolte, iar orașul se va confrunta cu o foamete. Tatăl lui Anthony începe să-l mustre pe Anthony pentru această decizie, însă soția sa și ceilalți adulți îl privesc zâmbitori cu îngrijorare. Tatăl îi zâmbește apoi și îi spune lui Anthony cu o voce îngrozită: „...Dar e bine că ninge. Un lucru cu adevărat bun. Și mâine... mâine va fi o... zi foarte bună!".

### Concluzie
| “ | Fără comentarii. Am vrut să vi-l prezentăm pe unul dintre cetățenii noștri foarte speciali, micul Anthony Fremont, în vârstă de 6 ani, care locuiește într-un sat numit Peaksville, într-un loc care purta cândva numele de Ohio. Și, dacă din întâmplare, o să dați nas în nas cu el, ar trebui să cugeți doar gânduri pozitive. Pentru orice altceva sunteți singurii responsabili, deoarece dacă îl întâlniți pe Anthony, puteți fi sigur de un singur lucru: ați intrat în Zona crepusculară. | ” |

## Distribuție
- John Larch - domnul Fremont
- Cloris Leachman - doamna Fremont
- Don Keefer - Dan Hollis
- Billy Mumy - Anthony Fremont
- Alice Frost - mătușa Amy
- Max Showalter (Casey Adams) - Pat Riley
- Jeanne Bates - Ethel Hollis
- Lenore Kingston c- Thelma Dunn
- Tom Hatcher - Bill Soames